# Município de Fairfield (condado de Madison, Ohio)
Localização do Ohio nos E.U.A.
O município de Fairfield (em inglês: Fairfield Township) é um município localizado no condado de Madison no estado estadounidense de Ohio. No ano de 2010 tinha uma população de 1437 habitantes e uma densidade populacional de 17,37 pessoas por km².

## Geografia
O município de Fairfield encontra-se localizado nas coordenadas 39° 50′ 49″ N, 83° 17′ 59″ O. Segundo o Departamento do Censo dos Estados Unidos, o município tem uma superfície total de 82.75 km², da qual 82.75 km² correspondem a terra firme e (0%) 0 km² é água.

## Demografia
Segundo o censo de 2010, tinha 1437 pessoas residindo no município de Fairfield. A densidade populacional era de 17,37 hab./km².